# Adam Majewski (poeta)
Adam Majewski (ur. 4 stycznia 1979 w Gdańsku) – polski poeta, autor małych form literackich, eseista i publicysta; twórca fotografii artystycznej i podróżniczej; wykładowca akademicki; edytor i wydawca. Absolwent filologii polskiej na Uniwersytecie Gdańskim oraz studiów biznesowych w Szkole Głównej Handlowej w Warszawie.

## Życiorys
Autor tomu wiersze (słowo/obraz, Gdańsk 2002) w opracowaniu graficznym prof. Janusza Górskiego (ASP w Gdańsku) i Anny Okońskiej, nagrodzonego w 43. konkursie PTWK „Najpiękniejsze Książki Roku” podczas Międzynarodowych Targów Książki w Warszawie w roku 2003. Zbiór wierszy Ameryka. Esej poetycki (Stowarzyszenie Pisarzy Polskich, Kraków 2023) ukazał się jako 33 tom serii Biblioteka Stowarzyszenia Pisarzy Polskich i został zakwalifikowany do drugiego etapu XII edycji Nagrody im. Wisławy Szymborskiej (2024).
Teksty literackie i publicystyczne zamieszczał m.in. w „Autografie”, „Blizie”, „Czasie Kultury”, „Czasie Literatury”, „Didaskaliach”, „FA-arcie”, „Frazie”, „Gazecie Wyborczej”, „Ha!arcie”, „Kartkach”, „Kresach”, „Metaforze”, „Migotaniach”, „Odrze”, „Open Eyes Magazine”, „Pograniczach”, „Pomeranii”, „Punkcie Po Punkcie”, „Strefie Biznesu”, „Studium”, „Toposie”, „Twórczości”, „Tyglu Kultury”, „Tytule”, „Wydawcy”, „Wyspie”, „Zarysie”, a także w internetowych czasopismach „eleWator”, „Gdańsk Miasto Literatury”, „Kultura Liberalna”, „Kursywa”, „Obszary Przepisane”, „Popmoderna”, „Rita Baum”, „Stoner Polski” oraz „Tlen Literacki”. Jego utwory literackie były prezentowane w TVP Kultura, TVP Info, TVP3 Gdańsk oraz na antenie Polskiego Radia Gdańsk. Autor felietonów i artykułów poświęconych kolarstwu w portalu Trojmiasto.pl.
Stypendysta Marszałka Województwa Pomorskiego (2002, 2014, 2016, 2020, 2022), Miasta Gdańska (2014, 2019, 2023), Fundacji Rozwoju Uniwersytetu Gdańskiego (2005-2006) i Funduszu Popierania Twórczości ZAiKS (2024). Otrzymał przyznaną po raz pierwszy w kategorii literatury Nagrodę Prezydenta Miasta Gdańska dla Młodych Twórców (2001).
Od roku akademickiego 2008/2009 prowadzi zajęcia w Wyższej Szkole Komunikacji Społecznej w Gdyni. Jako nauczyciel akademicki współpracował m.in. z Uniwersytetem Gdańskim oraz Wyższą Szkołą Finansów i Administracji w Gdyni.
Członek Sekcji F Autorów Dzieł Literackich Stowarzyszenia Autorów ZAiKS. Członek Stowarzyszenia Pisarzy Polskich Oddział Warszawa oraz komisji rewizyjnej przy Zarządzie Głównym (kadencja 2022-2025); w latach 2021–2024 członek zarządu Oddziału Gdańsk. Członek Polskiego Towarzystwa Wydawców Książek oraz Stowarzyszenia Autorów i Wydawców Copyright Polska.
Od 2019 organizuje szkolenia podróżnicze i prowadzi spotkania autorskie z reportażystami, dziennikarzami oraz pisarzami-podróżnikami (wśród gości m.in. Jacek Hugo-Bader, Dagmara Bożek, Artur Nowaczewski).
Mieszka w Gdańsku.

## Odbiór twórczości
Tom wiersze został doceniony przez recenzentów za walory literackie i edytorskie:
Książka (…) jest czymś więcej niż tomikiem poezji, jest swego rodzaju happeningiem. Niczym na wystawie najdroższych sklepów czy galerii sztuki współczesnej, gdzie na wielkiej, białej i oświetlonej przestrzeni eksponowany jest tylko jeden produkt, ot, torebeczka czy but, tak tutaj wiersze mają czym oddychać. Wkomponowane zostały w przestrzeń pustych lub prawie pustych kartek (oczywiście papier kredowy), na których w miejscach zszycia (w „szwach”) umieszczono kolejno: rozgwiazdę, czerwone usta, pudełko z papierosami L&M, czarno-białe zdjęcie, prezerwatywę, tomik Becketta oraz dwie poruszone fotografie, robione z okna pociągu. Zabawa polega na tym, że zestaw ten ewidentnie nie jest przypadkowy, lecz ustalenie sensów owego happeningu to zadanie dla krytyka sztuki, choć fotografie pełnią też najprostszą funkcję ilustracyjną, co może stwierdzić nawet osoba pozbawiona jakichkolwiek kwalifikacji. (…)
(…) technika trochę przypomina mi późne wiersze Krzysztofa Siwczyka, charakteryzujące się lapidarnością, mnożeniem zapytań i ciągłą żonglerką frazeologizmami. Różni ich właśnie zamiłowanie Majewskiego do opisu. U Siwczyka słowa pozostają słowami i nie chcą reprezentować niczego poza gramatyką i ortografią, podczas gdy omawiany autor wierzy, że do słowa przylepiona jest rzecz. I to mi się w nim podoba. Mariusz Grzebalski – w jednej z zamieszczonych w tomiku opinii – podkreśla niemal awangardowe nastawienie poety wobec przyzwyczajeń czytelniczych, co także łączy Majewskiego z Siwczykiem (…).

Michał Witkowski, Wiersze na wystawie, [w:] „Nowe Książki” 2003, nr 3, s. 40-41
Zaprezentował się przede wszystkim jako autor ironicznych skrętów języka oraz inteligentnych komentarzy do rzeczywistości polityczno-społecznej. Ceni skrót i szybkie puenty, które pozwalają mu na różne manewry w ramach iluzji przedstawienia. Raz podsumowuje kpiarsko paradoksy spotkań różnych porządków ludzkiego świata (Jan Paweł II i Cicciolina), innym razem rozszerza scenę wiersza, gdy daje zapisy wieloznaczne, zdekoncentrowane, przymglone. Tak skonstruował Na plaży, w którym spokój wyciszonych fraz („Kładziemy się na piasku. / Nad nami czyste niebo, / okrągłe. Łamie ziemi kości.”) tworzy aurę zagrożenia i rzuca cień na wszystkie bezpieczne strony świata, opisane w pozostałych tekstach. Trzeba też dodać, że książka jest doskonale opracowana graficznie: wspólną przestrzeń z wierszami tworzą różnego rodzaju „przerywniki”: wklejki muzycznych okładek w wersji mini czy opakowań po papierosach.

Anna Kałuża: Adam Majewski, [w:] Tekstylia bis. Słownik młodej polskiej kultury, red. Piotr Marecki, Kraków 2006, s. 222
Interesujący jest ten chłód, będący zapewne pochodną rzemieślniczej sprawności, ale nie tylko przez nią powodowany.
Leszek Szaruga, Lekturnik (11), [w:] „Kwartalnik Artystyczny” 2004, nr 1
Poezja Adama Majewskiego jednych ujmuje inteligencją i dojrzałością, innych prowokuje do ataku ze względu na pustkę kryjącą się za kiczowatymi obrazami. Istnieje też trzecia grupa odbiorców, do której utwory te zupełnie nie trafiają, co może świadczyć o ich hermetyczności. Jedno jest pewne, twórczość Adama Majewskiego budzi kontrowersje. U podstaw sprzecznych opinii leży różnorodność pojmowania zadań poezji i źródeł jej inspiracji.
Joanna Babczyńska, „Głos Wybrzeża” 13 listopada 2002
Zbiór Ameryka. Esej poetycki doczekał się szeregu omówień w prasie:
Podmiot liryczny tej poezji to uważny obserwator, globtroter udający się na podbój Ameryki, a Amerykanie pierwsi wylądowali na Księżycu, więc ta wyprawa ma w sobie coś ze zdobywania Wszechświata. Spojrzenie na miasto, krainę czy państwo jako na elementy większego uniwersum nie jest czymś nowym. Jednak w lirycznym eseju Majewski zestawia detale z poetyckimi obrazami kontynentu. Dzięki temu ogromne odległości, wielkie przestrzenie, ciągnące się przez setki mil drogi i szlaki zyskują szerszy kontekst. Analogia, paralelizm, równoległość i przenośnia mają w tej poezji olbrzymie znaczenie. A jednak mam przekonanie, że zadaniem artysty nie jest budowanie gmachu wyobraźni, a wierna obserwacja i opis rzeczywistości. Opis jak najbardziej poetycki.
Ameryka reprezentuje metaforę odnoszącą się do kosmosu istnienia. Prywatna, uwewnętrzniona, pełna osobistych znaczeń, nieprzewidywalna, staje się wyzwaniem i wezwaniem do podróży. Wszelkie napotkane miejsca, osoby i wydarzenia okazują się asumptem do lirycznych refleksji. Biegną one zresztą w kilku kierunkach. Jeden z nich wiąże się z poezją, drugi – z krajobrazami, trzeci – z muzyką.

Jarosław Petrowicz, Lirycznie odkryć Amerykę, [w:] „Nowe Książki” 2024, nr 5
Pomysł na stworzenie tomiku pojawił się u pisarza przed dwudziestu laty, a niektóre zawarte w nim utwory miały już swoją premierę. Wydanie wierszy pisanych na przestrzeni tak długiego okresu wymaga sporej samodyscypliny i motywacji. Wiele tego typu projektów nigdy nie opuszcza szuflady pisarza i na zawsze pozostaje w fazie zalążkowej. Można jednak przypuszczać, że w wypadku twórczości Majewskiego duży odstęp czasowy pomiędzy pomysłem a publikacją zadziałał korzystnie. W ciągu ostatnich lat obraz Ameryki w przestrzeni publicznej dynamicznie się zmieniał. Nie mogło to pozostać bez wpływu na ewolucję indywidualnej wizji poety. Dzięki temu nostalgia do tego kontynentu, wyczuwalna w jego utworach, wydaje się autentyczna.

Julia Halemba, Zamknięte usta Ameryki, [w:] Gdańsk Miasto Literatury 14 czerwca 2024, nr 20 (6/2024)
Czy esej poetycki to jakieś novum w polskiej liryce? Jak go zdefiniować? Wygląda na to, że literacki koncept Majewskiego to istotnie nietypowe założenie. Oczywiście, tomy poetyckie bardzo często są zbudowane wokół jednego, głównego motywu, który spaja całość kompozycji. Pierwszym z brzegu przykładem mógłby być Pan Cogito Herberta – opowieść o tym samym, powracającym bohaterze poetyckim. Różewicz w tomie Matka odchodzi zawarł wiersze koncentrujące się każdorazowo wobec różnorako interpretowanej problematyki spraw ostatecznych. Jednak żaden z nich nie komunikował, że oto tworzy zwarty esej na jeden, konkretny temat. Majewski tak właśnie czyni. (…)
W Ameryce te strofy układają się w podróż pełną niespodzianek, często bardzo trudnych myśli i oglądów rzeczywistości. Ale także w podróż barwną, angażującą i inspirującą. Czy jest to książka dla kogoś, kto chciałby bliżej poznać Amerykę? Jeżeli mówimy o poznawaniu powierzchownym, powiedzmy – „krajobrazowym”, to nie do końca. Za to jeżeli ktoś chce wniknąć w głębiny ludzkiej duszy, chce poznać różnorodne ludzkie perspektywy, to z pewnością jest to książka dla niego.

Maciej D. Woźniak, Poprzez amerykański bezkres. Recenzja eseju poetyckiego Ameryka Adama Majewskiego, [w:] Nowy Napis Co Tydzień, 4 kwietnia 2024, nr 248

## Twórczość

### Poezja
Książki poetyckie:
- wiersze, słowo/obraz, Gdańsk 2002[22]
- Ameryka. Esej poetycki, red. Andrzej Appel, Stowarzyszenie Pisarzy Polskich, Kraków 2023 (Biblioteka Stowarzyszenia Pisarzy Polskich, t. 33)[23]

Arkusze poetyckie:
- PuppyLove, Gdańskie Towarzystwo Przyjaciół Sztuki, Gdańsk 2000[24]
- PuppyLove, Tower Press, literatura.net.pl, Gdańsk 2001
- ryba, która nie pływa, Gdańsk 2001
- Ameryka, Dwumiesięcznik Literacki „Topos”, Sopot 2015
- Mapa pustego kontynentu, lit., Gdańsk 2016[25]

## Nagrody
- Laureat Nagrody Miasta Gdańska dla Młodych Twórców w Dziedzinie Kultury (2001)[26]